# Sunshine Ladies Tour
Le Sunshine Ladies Tour est un circuit professionnel des golfeuses (proettes) créé en 2014, basée en Afrique du Sud. En 2024, le circuit est composé de huit tournois, toutes situés en Afrique du Sud dont deux co-organisés avec le Ladies European Tour.

## Palmarès
| Année | Ordre du mérite    | Ordre du mérite |
| ----- | ------------------ | --------------- |
| 2014  | Lee-Anne Pace      |                 |
| 2015  | Lee-Anne Pace      |                 |
| 2016  | Lee-Anne Pace      |                 |
| 2017  | Ashleigh Buhai     |                 |
| 2018  | Stacy Bregman      |                 |
| 2019  | Nobuhle Dlamini    |                 |
| 2020  | Monique Smit       |                 |
| 2021  | Lee-Anne Pace      |                 |
| 2022  | Linn Grant         |                 |
| 2023  | Lily May Humphreys |                 |